# 挿橋駅
挿橋駅（サプキョえき）は大韓民国忠清南道礼山郡にある韓国鉄道公社長項線の駅である。

## 駅構造
- 島式ホーム2面4線の地上駅。

## 沿革
- 1923年11月1日 挿橋駅(삽교역)として開業[1]。
- 1973年11月1日 修徳寺駅(수덕사역)に駅名変更。
- 1973年11月14日 旧駅舎完成。
- 1980年11月1日 挿橋駅(삽교역)に駅名を戻す。
- 1992年6月10日 小荷物取り扱い停止。
- 1993年1月11日 コンテナヤード竣工。
- 2008年11月28日 長項線の移設により駅舎が前進。
- 2008年12月1日 KORAIL直営のコンテナヤードに転換。

## 画像

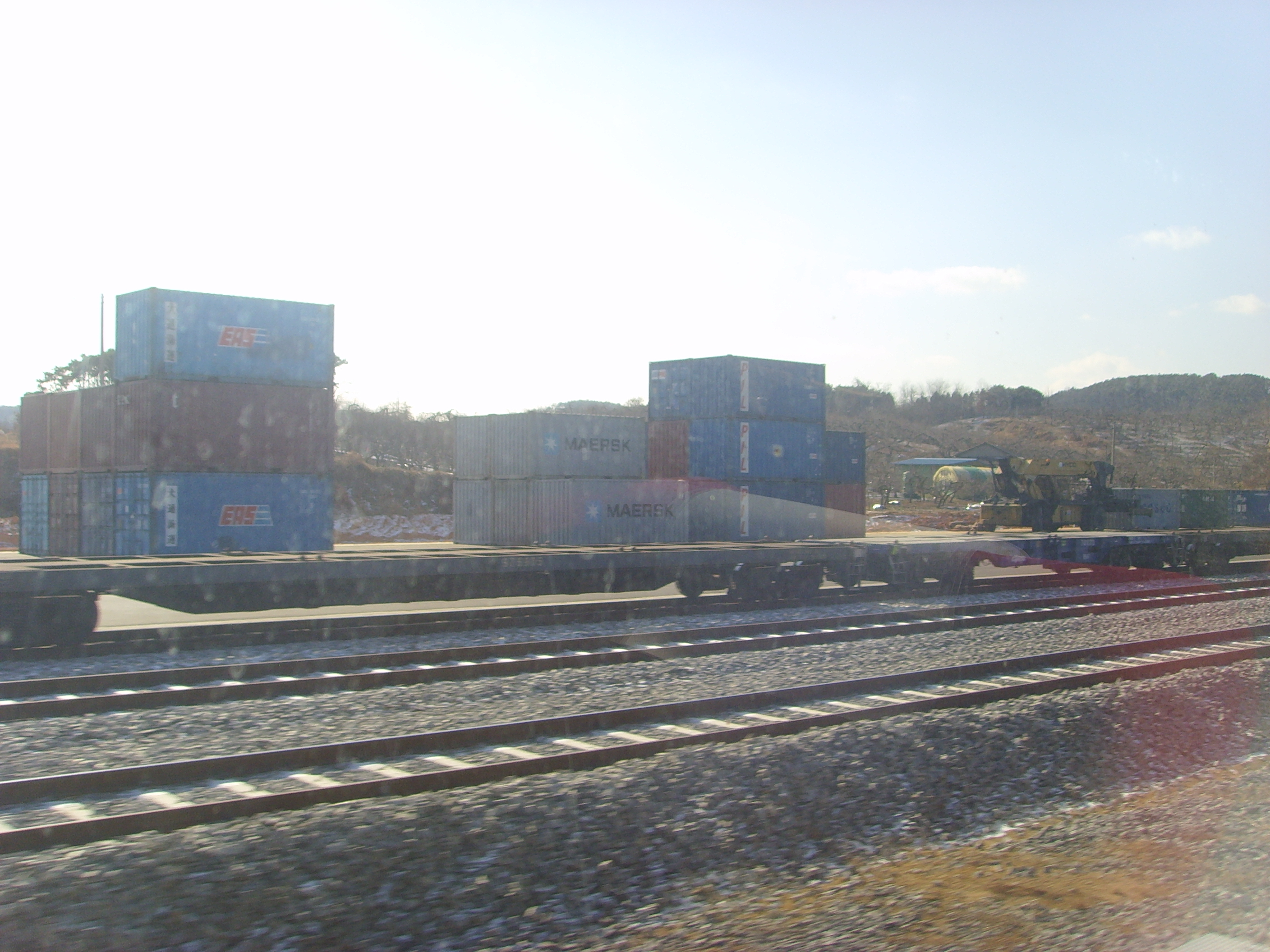
コンテナヤード (2009年)

## 隣の駅
韓国鉄道公社
長項線 セマウル号・ムグンファ号
礼山駅 - 挿橋駅 - 洪城駅